# Kur
Kur je společné pojmenování pro 4 rody hrabavých ptáků z podčeledě koroptve, která je součásti čeledě bažantovitých.

## Rozšíření
Kurové rodu Gallus žijí ve volné přírodě v jižní a jihovýchodní Asii včetně tamních ostrovů, kde obývají převážně lesnaté nebo křovinaté oblasti, mnozí dávají přednost jejím okrajům. Rod Bambusicola je rozšířen ve východní Asii, od Tchaj-wanu směrem na jih, nejraději má kopcovitý terén s hustým bambusovým porostem. Na indickém subkontinentu se od Srí Lanky na jihu až do podhůří Himálají vyskytuje rod Galloperdix. V Africe je doma rod Ptilopachus žijící na zalesněných skalnatých územích od Senegalu na západě až po Etiopii a Keňu na východě.

## Popis
Jsou to ptáci poměrně velcí a těžcí, podle druhu jsou kohouti (samci) velcí od 30 až po 80 cm, včetně peří ocasu. Slepice (samice) jsou o poznání menší, dosahují velikosti od 20 do 50 cm. Velká rozdílnost pohlaví je dále podtržena pestřejším zbarvením kohoutů a délkou jejich peří. Jsou to těžkopádní letci, létají jen v případě nebezpečí nebo při hřadování, převážnou část života tráví na zemi. K chůzí a hrabání mají uzpůsobeny silné nohy s prsty zakončenými rovnými drápy.
Jejich potrava je typická pro všežravce, základem jsou semena a ostatní plody spadlé nebo dosažitelné ze země včetně výhonků rostlin. To vše bývá doplněno drobnými živočichy sesbíranými nebo vyhrabanými, uloví i drobnější obratlovce
Jednotlivé druhy kurů jsou monogamní nebo polygamní. V době mimo období rozmnožování žijí v různě velkých hejnech, před pářením se hejna rozdělují buď do převážně trvalých párů nebo si statnější kohouti vytvářejí skupinky svých slepic, dochází často k soubojům o teritorium i slepice. Slepice snese do mělkého hnízda na zemi až 10 vajec, na kterých sedí asi tři týdny. Po vylíhnutí se o kuřata, která jsou schopna sama se nazobat, ještě nějakou dobu stará, ochraňuje a zahřívá, po opeření jsou brzy schopna vzletu a hřadují se slepici. Kohouti polygamních druhů se po spáření dále o slepice nezajímají, monogamní střeží hnízdící slepice a pomáhají jim vodit kuřata.

## Význam
Kurové jsou ve svých domovských oblastech tradičně místními obyvateli hojně loveni, jsou vítaným doplňkem jídelníčku stejně jako jejich vejce. Jeden z druhu kurů kur bankivský je ptákem, který má asi ze všech pro člověka největší význam. Za staletí se u něj podařilo asi nejdokonalejší zdomácnění, jeho domestikovaná forma kur domácí je téměř průmyslově množena a chována v milionových počtech téměř po celé Zemi. Byly vyšlechtěny desítky "masných" a "nosných" plemen, u malochovatelů jsou občas k vidění "okrasná" nebo "bojová".

## Rody a druhy
- Bambusicola (Bambusicola) Gould, 1863
  - kur bambusový (Bambusicola thoracicus) (Temminck, 1815)
  - kur skvrnitoboký (Bambusicola fytchii) Anderson, 1871
- Galloperdix  (Galloperdix) Blyth, 1845
  - kur dvouostruhý (Galloperdix bicalcarata) (J. R. Forster, 1781)
  - kur indický (Galloperdix lunulata) (Valenciennes, 1825)
  - kur křovinný (Galloperdix spadicea) (Gmelin, 1789)
- Gallus  (Gallus) Brisson, 1760
  - kur bankivský (Gallus gallus) (Linnaeus, 1758)
  - kur Sonneratův (Gallus sonneratii) Temminck, 1813
  - kur srílanský (Gallus lafayetii) Lesson, 1831
  - kur zelený (Gallus varius) (Shaw, 1798)
- Ptilopachus Swainson, 1837
  - kur skalní (Ptilopachus petrosus) (Gmelin, 1789) [2][3]